# Lasiurus seminolus
Lasiurus seminolus е вид бозайник от семейство Гладконоси прилепи (Vespertilionidae).

## Разпространение
Видът е разпространен в САЩ (Алабама, Аризона, Джорджия, Луизиана, Мисисипи, Оклахома, Северна Каролина, Тексас, Флорида и Южна Каролина).